# FireHouse
FireHouse é uma banda de hard rock dos Estados Unidos surgida em 1989, em meio à onda do hard rock/glam rock americano, o chamado glam metal. Despontou ao lado das bandas como Poison, Warrant e Winger.

## História
Com um visual menos carregado que as bandas deste estilo musical, embora com a mesma temática nas letras e no som, o Firehouse lançou seu primeiro álbum homônimo em 1990. Este álbum contém os hits Don´t Treat Me Bad e Love of a Lifetime, campeãs de execução nas rádios e também na MTV.
No ano seguinte, em 1991, lançam Hold Your Fire, uma espécie de continuação do primeiro álbum devido à semelhança musical. As músicas Reach For the Sky, Sleep With You e When I Look Into Your Eyes foram sucesso nos Estados Unidos e Europa.
Enquanto bandas como Warrant, Danger Danger e Mötley Crüe seguiam o movimento grunge, o Firehouse continuou apostando no antigo estilo Hard Rock.
Em 1995, é lançado o álbum "3". Neste álbum, a banda alcançou o sucesso mundial com o hit "I Live my Life For You". Essa música também foi tema da novela "A Próxima Vítima", da TV Globo.
Vieram pela primeira vez ao Brasil ainda no mesmo ano,  por motivos promocionais nos programas: Xuxa Hits, Programa Livre e Programa Raul Gil (Globo, SBT e TV Record).
Anos depois, no início da década de  2000, em meio a um Revival do hard rock oitentista, lançam o álbum "O2".
Em 2 de setembro de 2003, o baixista Bruce Waibel foi encontrado morto na casa de um amigo na Flórida. 
Em 18 de novembro de 2007 a banda Firehouse se apresentou pela segunda vez no Brasil; no Circo Voador, na cidade do Rio de Janeiro, juntamente com Ted Poley, trazida pela produtora Atitude Produções. Tratou-se de uma produção unicamente carioca, pois além da produtora, o show se realizou somente no Rio de Janeiro, em parceria com a loja Headbanger.
E em 2011 lançaram o álbum Full Circle, com regravações de músicas como When I Look Into Your Eyes, All She Wrote, Hold The Dream, entre outras.
Estiveram no Brasil pela terceira vez em 2013, num Show na cidade de São Paulo.
Em setembro de 2020, o vocalista C.J. Snare foi diagnosticado com câncer de cólon em estágio IV. Em setembro de 2023, Snare fez uma pausa no FireHouse para se submeter a uma cirurgia abdominal. Embora ele pretendesse retornar à banda para os concertos do verão de 2024, ele morreu em 5 de abril de 2024 aos 64 anos. Nate Peck, que já vinha apoiando a banda com o aval de Snare, foi anunciado como vocalista da banda um mês após a morte de Snare.

## Integrantes
- Bill Leverty - guitarra
- Allen McKenzie- baixo
- Michael Foster - bateria
- Nate Peck - vocalista

## Discografia
- 1990 - FireHouse
- 1992 - Hold Your Fire
- 1995 - 3
- 1996 - Good Acoustics
- 1998 - Category 5
- 1999 - Bring 'Em Out Live
- 2000 - O2
- 2003 - Prime Time
- 2011 - Full Circle

## Ligação externa
- «Site oficial» (em inglês)